# Screamers: The Hunting
Screamers: The Hunting is een Amerikaanse sciencefictionfilm uit 2009, geregisseerd door Sheldon Wilson en gebaseerd op het korte verhaal Second Variety uit 1953 van de Amerikaanse schrijver Philip K. Dick. De film is een vervolg op de film Screamers uit 1995.

## Verhaal
Het verhaal speelt zich af, in de toekomst, op de fictieve planeet Sirius 6-B waar een groep mensen aankomt om een sos-signaal van de verlaten planeet te onderzoeken.

## Rolverdeling
| Acteur          | Personage           |
| --------------- | ------------------- |
| Gina Holden     | Lt. Victoria Bronte |
| Stephen Amell   | Guy                 |
| Jana Pallaske   | Schwartz            |
| Tim Rozon       | Madden              |
| Greg Bryk       | Cmdr. Andy Sexton   |
| Lance Henriksen | Orsow               |

## Genre
Het is een sciencefictionfilm uit de categorie dystopie die op zijn beurt voorkomt uit speculatieve fictie. Het is een mooi voorbeeld waarbij de regisseur, in een fictieve wereld, een beeld schetst van een toekomst waarin robots de samenleving controleren/verwoesten. 

## Visuele effecten
Veelvoorkomende visuele effecten in de film zijn blue-screening en digitale animatie.